# Агреда
Агреда је општина која се налази у покрајини Сорија, у аутономној заједници Кастиља и Леон, Шпанија. 
Агреда је регионални центар услуга на североистоку провинције Сорија. Његова богата баштина, као и локалне светковине Богородице, и Арханђео Михаел привлаче многе туристе. 

## Демографија
| године     | 1900  | 1910  | 1920  | 1930  | 1940  | 1950  | 1960  | 1970  | 1980  | 1990  | 2000  |
| Популација | 3,210 | 3.094 | 3.207 | 3.273 | 3,294 | 3,525 | 3,624 | 3,588 | 3,637 | 3,635 | 3.260 |

## Знаменитости
- Арапски зид
- Арапски округ
- Арапски лук
- Капија до арапског округа
- Алказарска капија
- Црква Сан Мигуел, у готском стилу из 15. века, са романичком кулом из 12. века.
- Црква Вирген де ла Пења, романика 12. века
- Базилика Нуестра Сењора де лос Милагрос, 16. век
- Манастир Ла Концепцион, основала га је Марија де Хесус у 17. веку, где њено тело почива.
- Палата лос Кастејонес, 17. век
- Ренесансна башта Дон Дијега де Кастејона.
- Музеј сакралне уметности Нуестра Сењора де ла Пења.
- Синагога, древна и мала црква романичког стила 12. века, саграђена над древном синагогом .

## Економија
Пољопривреда, сточарство, индустрија (аутомобилска индустрија и инжењерство), туризам, трговина и услуге 

## Личности
- Часна Марија де Хесус, писац и редовница
- Фермин Качо, спортиста
- Марија Јесус Руиз, градоначелник Агреда и потпредседник владе Кастиље и Леона
- Доктор Дон Гарсија Фернандез де Караскон (око 1480-1533), свештеник и лекар папе Хадријана VI.

## Галерија
- Базилика Нуестра Сењора де лос Милагрос.
- Унутрашњост базилике.
- Света недеља у Агреди.
- Арапски лук.
- Капија Филипа II.
- Капија у арапском округу.
- Кућна кула Ла Муела